# شهرستان فوشان
شهرستان فوشان (به لاتین: Fushan County) یک منطقهٔ مسکونی در چین است که در لینفن واقع شده‌است.